# Relaciones Cuba-Jamaica
Las relaciones Cuba-Jamaica se refieren a las relaciones bilaterales entre la República de Cuba y Jamaica. Cuba tiene una embajada en Kingston y Jamaica tiene una embajada en La Habana.  Ambos países son miembros de la Comunidad de Estados Latinoamericanos y Caribeños y del Movimiento de Países No Alineados.

## Historia
En 1972, Cuba y Jamaica establecieron relaciones diplomáticas formales.
En 1977, Fidel Castro visitó Jamaica, siendo la primera vez que un líder cubano visitaba ese país. En 1997, Fidel volvió a visitar Jamaica para asistir al funeral de Michael Manley.
El Primer Ministro Percival James Patterson visitó Cuba en mayo de 1997 y, a fines de ese mismo año, Jamaica convirtió su consulado en La Habana en una embajada. En 2016, el Primer Ministro de Jamaica, Andrew Holness, se comprometió a identificar formas de profundizar la colaboración y los intercambios en las áreas de comercio, turismo, cambio climático y mitigación de desastres, así como en cultura y educación. El Primer Ministro Holness también rindió homenaje al fallecido Fidel Castro en 2016.

## Apoyo
Cuba ha construido varias escuelas en Jamaica, como la Escuela Secundaria Técnica José Martí y el Colegio GC Foster de Educación Física y Deporte, y el Campus Fidel Castro de la Escuela Secundaria Anchovy en Montpelier, St. James, se inauguró en 2015.[cita requerida]
Cuba también ha tratado gratuitamente a cientos de jamaicanos por diversas enfermedades oculares.
En 2020, el presidente del Senado de Jamaica, Tom Tavares-Finson, elogió a Cuba por brindar atención oftalmológica gratuita a más de 30.000 jamaicanos y proporcionar más de 500 maestros para enseñar en toda Jamaica, al tiempo que otorgaba becas a jamaicanos para estudiar en universidades cubanas.